# Iberolacerta bonnali
La sargantana pirinenca (Iberolacerta bonnali) és una espècie de sauròpsid escatós de la família Lacertidae, endèmica dels Pirineus centrals.

## Descripció
Sargantana de mida mitjana, de 52 mmm (mascles) a 55 mm (femelles), amb el dors de color grisenc, mai marró com en Iberolacerta aurelioi, amb dues línies fosques al llarg del dors.

## Distribució
Endemisme dels Pirineus centrals. A Espanya es troba des del massís d'Arriel, per l'oest, fins a les muntanyes del Parc Nacional d'Aigüestortes i Estany de Sant Maurici, per l'est. Quedant la seva àrea de distribució compresa entre els ports de Portalé (Osca) i el port de la Bonaigua (Lleida). A França s'estén una mica més a l'oest (massís del Pic de Midi d'Ossau).

## Hàbitat
A la seva àrea de distribució, Iberolacerta bonnali, habita els vessants i afloraments rocosos de tota mena de roques, del pis alpí en altures superiors als 2.000 metres en el vessant espanyol i a 1.700 en el vessant francès, arribant almenys fins als 3.062 m en Vallibierna.

## Amenaces
La destrucció d'hàbitat (explotacions hidroelèctrics, estacions d'esquí, construcció de refugis, pistes, etc.), excés de trànsit de vehicles, recol·lecció furtiva i canvi climàtic. Malgrat tot, en ser la seva àrea de distribució major i més heterogènia quant a hàbitat i altituds, està bastant menys amenaçada que les altres dues Iberolacerta pirinenques.